# بنات نعش الكبرى

مظهر نجوم بنات نعش الكبرى ليلاً

بَنَاتُ نَعْشٍ الكُبْرَى أو بَنُو نَعْشٍ أو آلُ نَعْشٍ وهو اسم لكويكبة مكونة من سبعة نجوم تشكل جزءاً من كوكبة الدب الأكبر. تسمى الأربعة على الشكل الرباعي النَّعْش أو سَرِيرُ بَنَاتِ نَعْشٍ، والثلاث نجوم التي في الذنب بَنَات.

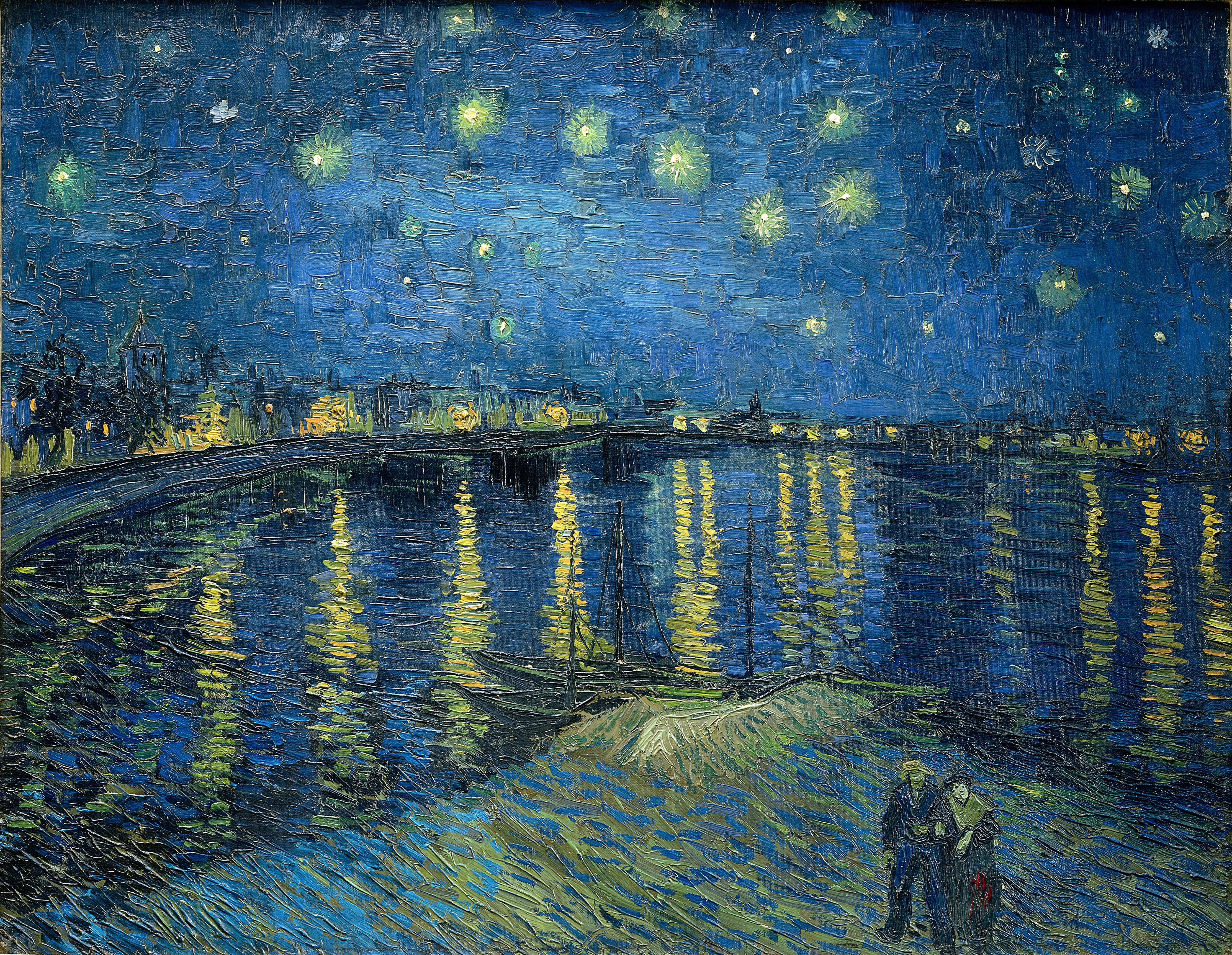
لوحة لَيلَة النُجومْ على نَهر الرونْ تُصَور نُجوم مجمة 'بنات نعش' ، بريشة فان جوخ 1890، متحف فان جوخ ، أمستردام.

رصدت الكويكبة منذ القدم، وتسمى بعدة تسميات حسب اختلاف الثقافات. تسمى المجموعة بالعربية بنات نعش الكبرى، إذ تمثل أربعة نجوم النعش والثلاثة المتبقية في الذيل على أنها ثلاث بنات يتبعنه.

## أسماء نجوم بنات نعش الكبرى

أسماء النجوم السبعة في مجموعة بنات نعش الكبرى

للنجوم السبعة في كويكبة بنات نعش الكبرى وهي كما في الصورة المرفقة.
- القائد
- المئزر
- الإلية
- المغرز
- الفخذة
- المراق
- الدبة